# Etrachsee
Etrachsee är en sjö i Österrike.   Den ligger i förbundslandet Steiermark, i den centrala delen av landet, 210 km sydväst om huvudstaden Wien. Etrachsee ligger 1 722 meter över havet.
I omgivningarna runt Etrachsee växer i huvudsak blandskog. Runt Etrachsee är det ganska glesbefolkat, med 22 invånare per kvadratkilometer.